# Coppa Europa di sci alpino 2006
La Coppa Europa di sci alpino 2006 fu la 35ª edizione della manifestazione organizzata dalla Federazione Internazionale Sci.
La stagione maschile iniziò il 4 novembre 2005 a Landgraaf, nei Paesi Bassi, e si concluse il 18 marzo 2006 ad Altenmarkt-Zauchensee, in Austria; furono disputate 35 gare (5 discese libere, 7 supergiganti, 10 slalom giganti, 11 slalom speciali, 1 supercombinata, 1 KO slalom), in 18 diverse località. L'italiano Michael Gufler si aggiudicò sia la classifica generale, sia quella di slalom gigante; gli austriaci Romed Baumann e Georg Streitberger vinsero rispettivamente quelle di discesa libera e di supergigante, gli svedesi Mattias Hargin e Jens Byggmark rispettivamente quelle di slalom speciale e di combinata. Il norvegese Kjetil Jansrud e l'austriaco Hannes Reichelt erano i detentori ex aequo uscenti della Coppa generale.
La stagione femminile iniziò il 7 novembre 2005 a Bottrop, in Germania, e si concluse il 18 marzo 2006 ad Altenmarkt-Zauchensee, in Austria; furono disputate 38 gare (8 discese libere, 7 supergiganti, 11 slalom giganti, 10 slalom speciali, 1 supercombinata, 1 KO slalom), in 18 diverse località. L'austriaca Anna Fenninger si aggiudicò sia la classifica generale, sia quella di slalom gigante; la svizzera Rabea Grand vinse quella di discesa libera, l'austriaca Katja Wirth quella di supergigante, le francesi Sandrine Aubert e Corinne Anselmet rispettivamente quelle di slalom speciale e di combinata. L'austriaca Andrea Fischbacher era la detentrice uscente della Coppa generale.

## Uomini

### Risultati
| Data             | Località              | Nazione     | Spec. | Primo                        | Secondo            | Terzo                         |
| ---------------- | --------------------- | ----------- | ----- | ---------------------------- | ------------------ | ----------------------------- |
| 4 novembre 2005  | Landgraaf             | Paesi Bassi | KO SL | Mattias Hargin               | Hans Olsson        | Oscar Andersson               |
| 10 dicembre 2005 | Valloire              | Francia     | GS    | Florian Eisath               | Bernard Vajdič     | Patrick Bechter               |
| 10 dicembre 2005 | Valloire              | Francia     | GS    | Florian Eisath               | Carlo Janka        | Michael Gufler                |
| 13 dicembre 2005 | Alta Badia            | Italia      | SL    | Christoph Dreier             | Jimmy Cochran      | Alexander Koll                |
| 14 dicembre 2005 | San Vigilio           | Italia      | GS    | Florian Eisath               | Michael Gufler     | Thomas Fanara                 |
| 15 dicembre 2005 | Obereggen             | Italia      | SL    | André Myhrer                 | Jens Byggmark      | Tom Rothrock                  |
| 7 gennaio 2006   | Pozza di Fassa        | Italia      | SL    | Mattias Hargin               | Jens Byggmark      | Romed Baumann                 |
| 9 gennaio 2006   | Hinterstoder          | Austria     | SG    | Matthias Lanzinger           | Michael Gufler     | Georg Streitberger            |
| 10 gennaio 2006  | Hinterstoder          | Austria     | GS    | Patrick Bechter Jukka Rajala |                    | Florian Eisath                |
| 11 gennaio 2006  | Hinterstoder          | Austria     | SL    | Jono Brauer                  | Mattias Hargin     | Bernard Vajdič                |
| 14 gennaio 2006  | Oberjoch              | Germania    | GS    | Jukka Rajala                 | Thomas Fanara      | Florian Eisath                |
| 15 gennaio 2006  | Oberjoch              | Germania    | SL    | Jens Byggmark                | Anton Lahdenperä   | Gaëtan Llorach                |
| 18 gennaio 2006  | Sella Nevea           | Italia      | DH    | Georg Streitberger           | Romed Baumann      | Beni Hofer                    |
| 19 gennaio 2006  | Sella Nevea           | Italia      | DH    | Christoph Alster             | Peter Strodl       | Peter Struger                 |
| 20 gennaio 2006  | Sella Nevea           | Italia      | SG    | Christoph Alster             | Georg Streitberger | Christof Innerhofer           |
| 21 gennaio 2006  | Sella Nevea           | Italia      | SG    | Florian Eisath               | Georg Streitberger | Michael Gufler                |
| 24 gennaio 2006  | Châtel                | Francia     | SG    | Georg Streitberger           | Didier Cuche       | Alexandre Bouillot            |
| 25 gennaio 2006  | Châtel                | Francia     | SG    | Georg Streitberger           | Christoph Alster   | Florian Eisath                |
| 27 gennaio 2006  | Les Menuires          | Francia     | GS    | Michael Gufler               | Carlo Janka        | Joël Chenal                   |
| 1º febbraio 2006 | Veysonnaz             | Svizzera    | DH    | Stephan Keppler              | Romed Baumann      | Georg Streitberger            |
| 2 febbraio 2006  | Veysonnaz             | Svizzera    | SC    | Jens Byggmark                | Peter Struger      | Michael Gufler                |
| 3 febbraio 2006  | Veysonnaz             | Svizzera    | SG    | Christof Innerhofer          | Michael Gufler     | Carlo Janka                   |
| 6 febbraio 2006  | Ordino-Arcalís        | Andorra     | SL    | Christoph Dreier             | Mattias Hargin     | Anton Lahdenperä              |
| 7 febbraio 2006  | Ordino-Arcalís        | Andorra     | SL    | Naoki Yuasa                  | Oscar Andersson    | Anton Lahdenperä              |
| 9 febbraio 2006  | La Molina             | Spagna      | GS    | Michael Gufler               | Florian Eisath     | Patrick Bechter               |
| 10 febbraio 2006 | La Molina             | Spagna      | GS    | Michael Gufler               | Florian Eisath     | Patrick Bechter               |
| 16 febbraio 2006 | Saalbach-Hinterglemm  | Austria     | DH    | Walter Girardi               | Romed Baumann      | Konrad Hari                   |
| 21 febbraio 2006 | Madesimo              | Italia      | GS    | Michael Gufler               | Florian Eisath     | Mirko Deflorian Niklas Rainer |
| 22 febbraio 2006 | Madesimo              | Italia      | SL    | Mitja Valenčič               | Michael Janyk      | Cristian Deville              |
| 10 marzo 2006    | Kranjska Gora         | Slovenia    | SL    | Jens Byggmark                | Anton Lahdenperä   | Gaëtan Llorach                |
| 11 marzo 2006    | Kranjska Gora         | Slovenia    | SL    | Gaëtan Llorach               | Mattias Hargin     | Anton Lahdenperä              |
| 14 marzo 2006    | Altenmarkt-Zauchensee | Austria     | DH    | Romed Baumann                | Walter Girardi     | Peter Strodl                  |
| 15 marzo 2006    | Altenmarkt-Zauchensee | Austria     | SG    | Christoph Alster             | Georg Streitberger | Walter Girardi                |
| 17 marzo 2006    | Altenmarkt-Zauchensee | Austria     | GS    | Michael Gufler               | Bernard Vajdič     | Alessandro Roberto            |
| 18 marzo 2006    | Altenmarkt-Zauchensee | Austria     | SL    | Mattias Hargin               | Alexandre Anselmet | Oscar Andersson               |

Legenda:

DH = discesa libera

SG = supergigante

GS = slalom gigante

SL = slalom speciale

SC = supercombinata

KO SL = KO slalom

### Classifiche

#### Generale
| Pos. | Nome                | Nazione  | Punti |
| ---- | ------------------- | -------- | ----- |
| 1    | Michael Gufler      | Italia   | 1128  |
| 2    | Florian Eisath      | Italia   | 946   |
| 3    | Georg Streitberger  | Austria  | 761   |
| 4    | Jens Byggmark       | Svezia   | 738   |
| 5    | Romed Baumann       | Austria  | 716   |
| 6    | Mattias Hargin      | Svezia   | 671   |
| 7    | Patrick Bechter     | Austria  | 604   |
| 8    | Christof Innerhofer | Italia   | 567   |
| 9    | Bernard Vajdič      | Slovenia | 563   |
| 10   | Carlo Janka         | Svizzera | 557   |

#### Discesa libera
| Pos. | Nome                | Nazione  | Punti |
| ---- | ------------------- | -------- | ----- |
| 1    | Romed Baumann       | Austria  | 372   |
| 2    | Peter Strodl        | Germania | 270   |
| 3    | Georg Streitberger  | Austria  | 217   |
| 4    | Christof Innerhofer | Italia   | 209   |
| 5    | Stephan Keppler     | Germania | 201   |

#### Supergigante
| Pos. | Nome                | Nazione | Punti |
| ---- | ------------------- | ------- | ----- |
| 1    | Georg Streitberger  | Austria | 500   |
| 2    | Christoph Alster    | Austria | 366   |
| 3    | Michael Gufler      | Italia  | 328   |
| 4    | Christof Innerhofer | Italia  | 288   |
| 5    | Silvano Varettoni   | Italia  | 211   |

#### Slalom gigante
| Pos. | Nome            | Nazione   | Punti |
| ---- | --------------- | --------- | ----- |
| 1    | Michael Gufler  | Italia    | 725   |
| 2    | Florian Eisath  | Italia    | 660   |
| 3    | Patrick Bechter | Austria   | 444   |
| 4    | Jukka Rajala    | Finlandia | 406   |
| 5    | Bernard Vajdič  | Slovenia  | 404   |

#### Slalom speciale
| Pos. | Nome             | Nazione | Punti |
| ---- | ---------------- | ------- | ----- |
| 1    | Mattias Hargin   | Svezia  | 663   |
| 2    | Anton Lahdenperä | Svezia  | 506   |
| 3    | Jens Byggmark    | Svezia  | 463   |
| 4    | Gaëtan Llorach   | Francia | 428   |
| 5    | Christoph Dreier | Austria | 382   |

#### Combinata
| Pos. | Nome           | Nazione     | Punti |
| ---- | -------------- | ----------- | ----- |
| 1    | Jens Byggmark  | Svezia      | 100   |
| 2    | Peter Struger  | Austria     | 80    |
| 3    | Michael Gufler | Italia      | 60    |
| 4    | Carlo Janka    | Svizzera    | 50    |
| 5    | Erik Fisher    | Stati Uniti | 45    |

## Donne

### Risultati
| Data             | Località               | Nazione    | Spec. | Prima                  | Seconda                   | Terza                         |
| ---------------- | ---------------------- | ---------- | ----- | ---------------------- | ------------------------- | ----------------------------- |
| 7 novembre 2005  | Bottrop                | Germania   | KO SL | Monika Bergmann        | Annemarie Gerg            | Ana Kobal                     |
| 13 dicembre 2005 | Alleghe                | Italia     | GS    | Verena Stuffer         | Kathrin Hölzl             | Jelena Lolović                |
| 14 dicembre 2005 | Alleghe                | Italia     | GS    | Kathrin Hölzl          | Anna Fenninger            | Karoline Trojer               |
| 15 dicembre 2005 | Zoldo Alto             | Italia     | SL    | Annalisa Ceresa        | Chiara Costazza           | Fanny Chmelar                 |
| 17 dicembre 2005 | Sankt Sebastian        | Austria    | SL    | Sandrine Aubert        | Veronika Zuzulová         | Ana Kobal                     |
| 18 dicembre 2005 | Sankt Sebastian        | Austria    | SL    | Veronika Zuzulová      | Chiara Costazza           | Henna Raita                   |
| 20 dicembre 2005 | Außervillgraten        | Austria    | SG    | Katja Wirth            | Ingrid Rumpfhuber         | Bryna McCarty                 |
| 21 dicembre 2005 | Außervillgraten        | Austria    | SG    | Katja Wirth            | Ingrid Rumpfhuber         | Nike Bent                     |
| 5 gennaio 2006   | Lenzerheide            | Svizzera   | SL    | Eva Kurfürstová        | Nina Løseth               | Kathrin Hölzl                 |
| 6 gennaio 2006   | Lenzerheide            | Svizzera   | SL    | Nina Løseth            | Eva Kurfürstová           | Camilla Borsotti              |
| 11 gennaio 2006  | Sankt Moritz           | Svizzera   | DH    | Nicole Hosp            | Ella Alpiger              | Kathrin Zettel                |
| 12 gennaio 2006  | Sankt Moritz           | Svizzera   | DH    | Gina Stechert          | Johanna Schnarf           | Martina Schild                |
| 13 gennaio 2006  | Sankt Moritz           | Svizzera   | SG    | Daniela Zeiser         | Katrin Triendl            | Regina Mader                  |
| 17 gennaio 2006  | Haus                   | Austria    | DH    | Tina Weirather         | Johanna Schnarf           | Kathrin Wilhelm               |
| 17 gennaio 2006  | Haus                   | Austria    | DH    | Johanna Schnarf        | Kathrin Wilhelm           | Rabea Grand                   |
| 20 gennaio 2006  | Turnau                 | Austria    | GS    | Ana Drev               | Daniela Zeiser            | Annemarie Gerg                |
| 21 gennaio 2006  | Turnau                 | Austria    | GS    | Anna Fenninger         | Aurélie Santon            | Daniela Zeiser                |
| 24 gennaio 2006  | Megève                 | Francia    | SG    | Marion Rolland         | Karoline Trojer           | Kathrin Wilhelm               |
| 27 gennaio 2006  | Megève                 | Francia    | SC    | Corinne Anselmet       | Annalisa Ceresa           | Fanny Chmelar                 |
| 27 gennaio 2006  | Megève                 | Francia    | DH    | Gina Stechert          | Karin Hess                | Rabea Grand                   |
| 30 gennaio 2006  | La Plagne              | Francia    | GS    | Anna Fenninger         | Kathrin Hölzl             | Aurélie Santon                |
| 31 gennaio 2006  | La Plagne              | Francia    | SL    | Laure Pequegnot        | Therese Borssén           | Ana Kobal                     |
| 3 febbraio 2006  | Caspoggio              | Italia     | SG    | Katja Wirth            | Martina Schild            | Regina Mader                  |
| 4 febbraio 2006  | Caspoggio              | Italia     | SG    | Martina Schild         | Ella Alpiger              | Katja Wirth                   |
| 8 febbraio 2006  | Sarentino              | Italia     | DH    | Rabea Grand            | Clothilde Weyrich         | Marion Rolland                |
| 9 febbraio 2006  | Sarentino              | Italia     | DH    | Marie Aufranc          | Rabea Grand               | Camilla Borsotti              |
| 11 febbraio 2006 | Roccaraso              | Italia     | GS    | Kathrin Hölzl          | Anna Fenninger            | Rabea Grand                   |
| 12 febbraio 2006 | Roccaraso              | Italia     | GS    | Anna Fenninger         | Camilla Alfieri           | Kathrin Hölzl                 |
| 14 febbraio 2006 | Abetone                | Italia     | GS    | Christina Lustenberger | Anna Fenninger            | Karen Putzer                  |
| 15 febbraio 2006 | Abetone                | Italia     | GS    | Silvia Berger          | Annemarie Gerg            | Christina Lustenberger        |
| 19 febbraio 2006 | Garmisch-Partenkirchen | Germania   | SL    | Katarzyna Karasińska   | Nina Løseth               | Sandrine Aubert               |
| 20 febbraio 2006 | Garmisch-Partenkirchen | Germania   | GS    | Anna Fenninger         | Fanny Chmelar             | Silvia Berger                 |
| 23 febbraio 2006 | Vrátna                 | Slovacchia | SL    | Sandrine Aubert        | Anna Fenninger            | Nina Løseth                   |
| 24 febbraio 2006 | Vrátna                 | Slovacchia | SL    | Fanny Chmelar          | Sandrine Aubert           | Anna Fenninger                |
| 13 marzo 2006    | Altenmarkt-Zauchensee  | Austria    | GS    | Silvia Berger          | Denise Karbon             | Aurélie Santon                |
| 14 marzo 2006    | Altenmarkt-Zauchensee  | Austria    | SL    | Kristina Hultdin       | Katrin Triendl            | Nina Løseth Veronika Zuzulová |
| 17 marzo 2006    | Altenmarkt-Zauchensee  | Austria    | DH    | Maria Holaus           | Katja Wirth               | Tamara Wolf                   |
| 18 marzo 2006    | Altenmarkt-Zauchensee  | Austria    | SG    | Tina Weirather         | Karin Blaser Maria Holaus |                               |

Legenda:

DH = discesa libera

SG = supergigante

GS = slalom gigante

SL = slalom speciale

SC = supercombinata

KO SL = KO slalom

### Classifiche

#### Generale
| Pos. | Nome            | Nazione  | Punti |
| ---- | --------------- | -------- | ----- |
| 1    | Anna Fenninger  | Austria  | 1184  |
| 2    | Kathrin Wilhelm | Austria  | 844   |
| 3    | Rabea Grand     | Svizzera | 797   |
| 4    | Fanny Chmelar   | Germania | 702   |
| 5    | Katrin Triendl  | Austria  | 647   |
| 6    | Kathrin Hölzl   | Germania | 624   |
| 7    | Regina Mader    | Austria  | 562   |
| 8    | Aurélie Santon  | Francia  | 523   |
| 9    | Katja Wirth     | Austria  | 505   |
| 10   | Sandrine Aubert | Francia  | 503   |

#### Discesa libera
| Pos. | Nome            | Nazione  | Punti |
| ---- | --------------- | -------- | ----- |
| 1    | Rabea Grand     | Svizzera | 402   |
| 2    | Johanna Schnarf | Italia   | 310   |
| 3    | Gina Stechert   | Germania | 304   |
| 4    | Kathrin Wilhelm | Austria  | 282   |
| 5    | Karin Hess      | Svizzera | 259   |

#### Supergigante
| Pos. | Nome              | Nazione  | Punti |
| ---- | ----------------- | -------- | ----- |
| 1    | Katja Wirth       | Austria  | 376   |
| 2    | Kathrin Wilhelm   | Austria  | 299   |
| 3    | Ingrid Rumpfhuber | Austria  | 298   |
| 4    | Martina Schild    | Svizzera | 290   |
| 5    | Regina Mader      | Austria  | 272   |

#### Slalom gigante
| Pos. | Nome            | Nazione  | Punti |
| ---- | --------------- | -------- | ----- |
| 1    | Anna Fenninger  | Austria  | 673   |
| 2    | Kathrin Hölzl   | Germania | 504   |
| 3    | Silvia Berger   | Austria  | 390   |
| 4    | Aurélie Santon  | Francia  | 362   |
| 5    | Camilla Alfieri | Italia   | 280   |

#### Slalom speciale
| Pos. | Nome            | Nazione   | Punti |
| ---- | --------------- | --------- | ----- |
| 1    | Sandrine Aubert | Francia   | 459   |
| 2    | Nina Løseth     | Norvegia  | 409   |
| 3    | Anna Fenninger  | Austria   | 355   |
| 4    | Eva Kurfürstová | Rep. Ceca | 343   |
| 5    | Fanny Chmelar   | Germania  | 330   |

#### Combinata
| Pos. | Nome              | Nazione    | Punti |
| ---- | ----------------- | ---------- | ----- |
| 1    | Corinne Anselmet  | Francia    | 100   |
| 2    | Annalisa Ceresa   | Italia     | 80    |
| 3    | Fanny Chmelar     | Germania   | 60    |
| 4    | Jessica Pünchera  | Svizzera   | 50    |
| 5    | Veronika Zuzulová | Slovacchia | 45    |